# هیلدا گورنی
هیلدا گورنی (انگلیسی: Hilda Gurney؛ زادهٔ september ۱۰, ۱۹۴۳ (۸۱ سال)) ورزشکار اهل ایالات متحده آمریکا است.
وی در مسابقات کشوری و بین‌المللی در مجموع برندهٔ ۱ مدال طلا، ۱ مدال نقره، ۱ مدال برنز شده‌است.